# Dubbi non ho
Dubbi non ho è un brano musicale scritto ed interpretato dal cantautore italiano Pino Daniele.

## Descrizione
Fa parte dell'album Dimmi cosa succede sulla terra, uscito nel 1997, del quale sono state vendute oltre 900 000 copie.
Il brano verrà inserito nelle raccolte Yes I Know My Way del 1998, Napule è del 2000 e Ricomincio da 30 del 2008.

## Classifiche
| Classifica (2015) | Posizione massima |
| ----------------- | ----------------- |
| Italia            | 72                |